# Hermès-Seidentuch

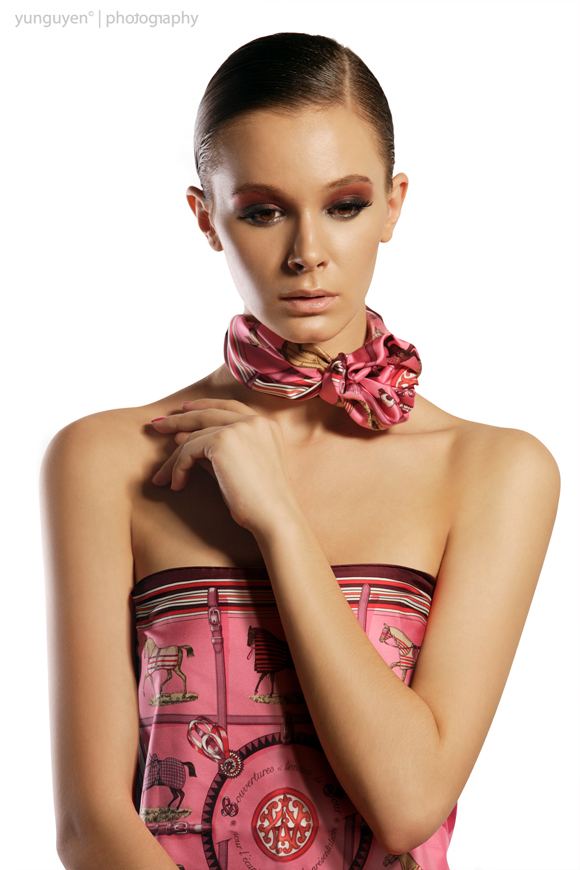
Ein Model trägt das Hermès-Tuch Couvertures et Tenues de Jour (Entwurf von Jacques Eudel, 1974) um den Hals sowie als Oberteil

Das Hermès-Seidentuch (französisch le carré Hermès, etwa ‚Hermès-Quadrat‘), auch Hermès-Tuch oder Hermès-Seidenschal genannt, ist ein quadratisches Seidentuch, das seit 1937 vom französischen Mode-Unternehmen Hermès hergestellt wird. Es gilt als Wahrzeichen der französischen Luxusindustrie.

## Geschichte und Gestaltung
1937, anlässlich ihres 100-jährigen Bestehens, brachte Hermès auf Initiative des Kreativchefs Robert Dumas erstmals ein quadratisches Seidentuch der Größe 90 × 90 Zentimeter auf den Markt. Dabei ließ er sich von den mouchoirs de cou (etwa ‚Halstaschentücher‘) inspirieren, Taschentüchern der Größe 65 × 80 Zentimeter mit einem zentralen Motiv und einem roten Rand, die im 19. Jahrhundert in der Normandie von Männern als Halstuch und von Frauen als Fichu getragen wurden. Das Motiv konnte militärischer, humoristischer, moralischer oder historischer Art sein, häufig mit Bezug zum aktuellen politischen Geschehen. Früheste Motive zeigten ab den 1840er Jahren Darstellungen von Napoleon und wurden während der Julimonarchie von Anhängern Napoleons III. getragen. Aus ihnen entstanden in der zweiten Hälfte des 19. Jahrhunderts mit Instruktionen bedruckte Militärtaschentücher (mouchoir d’instruction), die an französische Soldaten ausgegeben wurden. Als Lieferant des Militärs war Robert Dumas dieses Objekt wohlbekannt.
Das erste Hermès-Seidentuch trug den Titel Jeu des omnibus et dames blanches. Nach dem Vorbild einer kolorierten Radierung eines Spielbretts aus dem 19. Jahrhundert zeigt es in konzentrischen Kreisen farbige Pferdeomnibusse, sowie im zentralen Medaillon eine Tischgesellschaft beim Spiel. Jean René Guerrand, Hermès-Familienmitglied und Unternehmensleiter, beschrieb 1987 die Entstehung wiederum folgendermaßen: „Lola Prusac, unsere Modellzeichnerin, entwarf bedruckte Badeanzüge und kam auf die Idee, dazu passende Schals zu entwerfen. Auf der Suche nach Mustern entdeckte sie zwei Bögen, die die Hemisphären darstellten, die sie drucken ließ und Zodiac nannte. Es waren keine eigentlichen carrés, aber der Geist war da und der Omnibus des dames blanches, das erste carré von Hermès, entstand schon bald“. Das Seidentuch Zodiac erschien 1938, drei Jahre nachdem Prusac Hermès verlassen hatte.
Zahlreiche weitere frühe Entwürfe der Hermès-Tücher stammten von Hugo Grygkar (1907–1959), der seit den 1940er Jahren bis zu seinem Tod für über hundert Designs verantwortlich war, darunter das 1957 veröffentlichte Motiv Brides de Gala. In den folgenden Jahrzehnten entwarfen zahlreiche Künstlerinnen und Künstler für Hermès Seidentücher, darunter Raoul Dufy und A. M. Cassandre. Traditionell entwickeln sich die Dessins aus Motiven des Reitsports, unter anderem Steigbügeln, Reitgerten, Pferden und Kutschen. Zur „Stil-Ikone“ wurde das Tuch in den 1960er Jahren unter anderem durch Jackie Kennedy, die es zusammen mit A-Line-Kleid und Pillbox-Hut als Teil ihres Looks etablierte. Zum 150. Jubiläum brachte Hermès 1987 das bei Sammlern begehrte Motiv Feux d’Artifices heraus. Im selben Jahr präsentierte das Modehaus in Lyon erstmals verschiedene Motive in einer Ausstellung namens La Ronde des Carrés. Seit 2008 entwarfen unter anderem Daniel Buren, Julio Le Parc und Hiroshi Sugimoto Seidentücher für Hermès.
Das Hermès-Seidentuch ist bis heute immer quadratisch. Erhältlich ist es in mehreren Formaten: Klassisch („carré“, Kantenlänge 90 Zentimeter), Groß („surdimensionné“, Kantenlänge 140 Zentimeter) und seit 2007 auch in der Kantenlänge 70 Zentimeter. Kleinere Tücher gibt es mit der Kantenlänge 45 Zentimeter. Sie werden bei Hermès nach der Figur aus Les Misérables als „Gavroche“ bezeichnet.

## Herstellung und Vertrieb

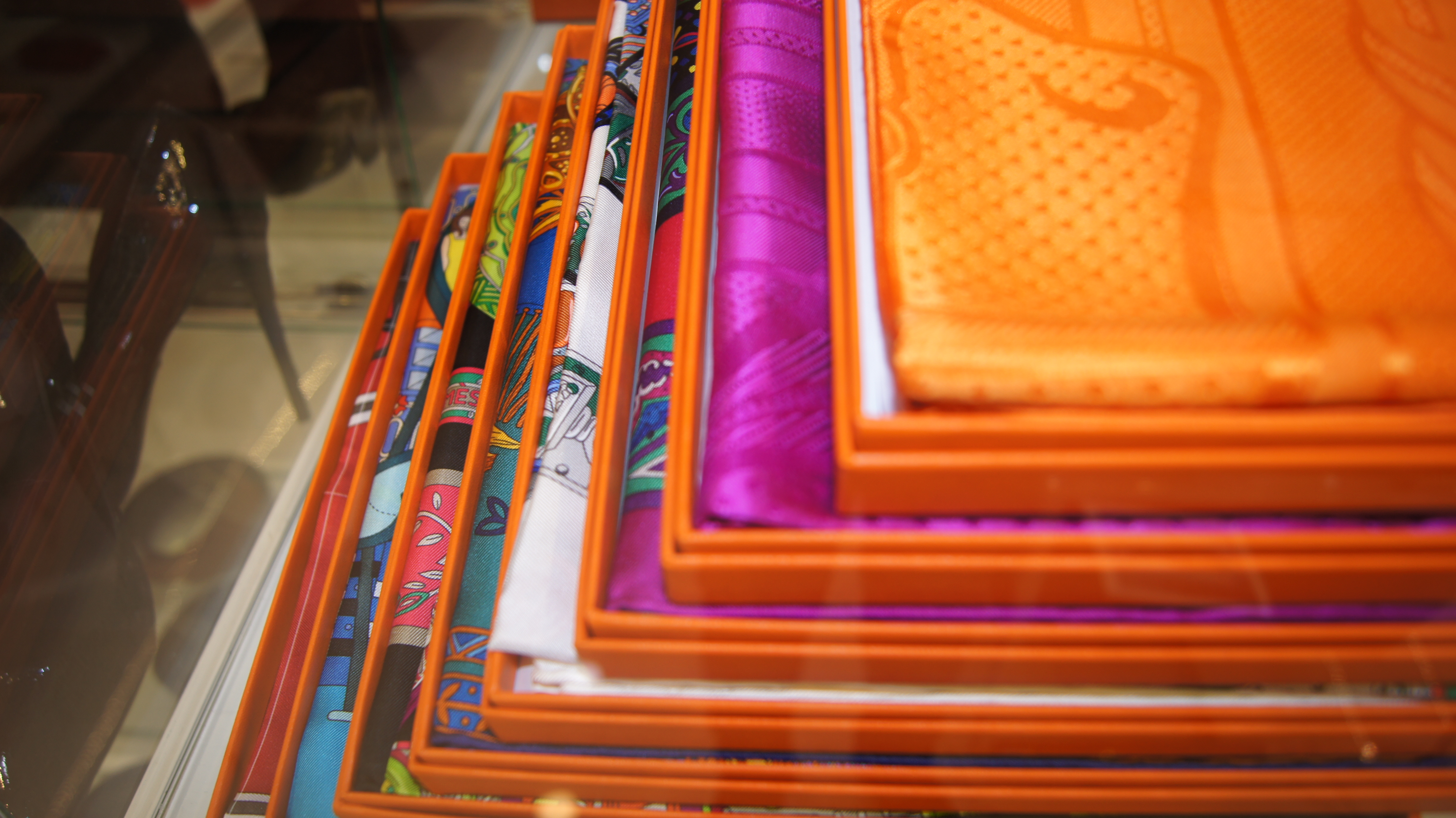
Hermès-Seidentücher in ihren orangen Schachteln, ca. 2017

Ein Hermès-Seidentuch besteht heute aus 450 Kilometern brasilianischem Seidenfaden. Jedes Jahr bringt Hermès zehn bis zwanzig neue Designs heraus, der Entwicklungsprozess dauert bis zu einem Jahr, der anschließende Produktionsprozess bis zu 18 Monate. 2010 kostete ein klassisches carré in Europa 325 Euro. Die Tücher werden von Hand in einem Siebdruckverfahren mit bis zu 40 Schablonen bedruckt und mit Rollsäumen (roulotté) versehen. Bisher sind mehr als 2.000 Motive erschienen.
Der Hermès-Geschäftsbereich „Silk & Textiles“, dessen Umsatz hauptsächlich mit den Seidentüchern erzielt wird, machte 2015 elf Prozent des Gesamtumsatzes aus. Bis 2021 ist der Bereich mit 669 Millionen Euro Umsatz auf sieben Prozent des Gesamtumsatzes gesunken.

## Hermès-Seidentücher in Kunst und Kultur
2011 veröffentlichte der deutsche Künstler David Jablonowski (* 1982) das Kunstwerk Kelly en Perles (3D) in Coop. With Cameroonian Artist, mit dem er die „visuelle Ausbeutung“ durch die Aneignung des Motivs durch Hermès künstlerisch verarbeitete. Das Werk besteht aus einem mit Perlen bestickten Hermès-Seidentuch, das auf eine Aluminiumplatte aufgezogen und mit Musik unterlegt ist. Hermès hatte das Motiv dieses von einem anonymen kamerunischen Künstler bestickten Tuches 1997 während des selbstgewählten Themenjahres „Year of Africa“ mit einem 3-D-Effekt auf eigene Produkte drucken lassen und unter dem Namen Kelly en Perles vermarktet.